# Хайдевто
Хайдевто (на гръцки: Χαϊδευτό, на катаревуса: Χαϊδευτόν, Хайдевтон, до 1926 година Χατζή Εμίν Αγά, Хадзи Емин Ага) е село в Гърция, дем Места (Нестос), административна област Източна Македония и Тракия. 

## География
Селото е разположено северно от Керамоти, в равнинна местност, част от долното поречие на Места. Целият район представлява малък полуостров, създаден за милиони години от наносите на Места, който се врязва на около километър в Бяло море.

## История

### В Османската империя
В XIX век е село в Саръшабанска каза на Османската империя. Съгласно статистиката на Васил Кънчов („Македония. Етнография и статистика“) към 1900 година Хаджи Еминъ Ага Чифликъ е циганско селище и в него живеят 80 цигани.

### В Гърция
В 1913 година селото попада в Гърция след Междусъюзническата война. Според статистика от 1913 година има население от 148 души. В 20-те години на XX век циганското му население се изселва и на негово място са заселени гърци бежанци, които в 1928 година са 61 семейства с 293 души, като селището е изцяло бежанско.
Българска статистика от 1941 година показва 420 жители.
Населението произвежда предимно пшеница и боб.
Според преброяването от 2001 година има 475 жители, а според преброяването от 2011 година има 388 жители.
| Година    | 1913 | 1920 | 1928 | 1940 | 1951 | 1961 | 1971 | 1981 | 1991 | 2001 | 2011 | 2021 |
| --------- | ---- | ---- | ---- | ---- | ---- | ---- | ---- | ---- | ---- | ---- | ---- | ---- |
| Население | 148  | 15   | 305  | 458  | 609  | 600  | 604  | 553  | 502  | 475  | 388  | 321  |